# Henri Pirenne

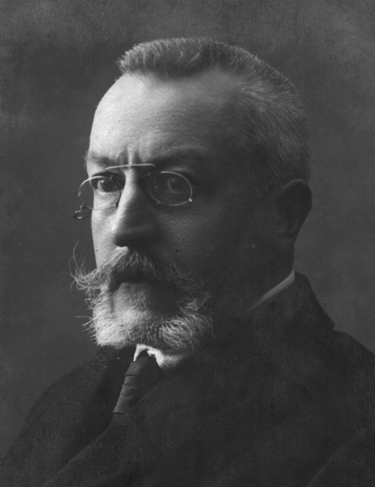
Porträt von Henri Pirenne

Henri Pirenne (* 22./23. Dezember 1862 in Verviers; † 24. Oktober 1935 in Uccle) war ein belgischer Historiker.

## Leben
Pirenne studierte Geschichte und Rechtswissenschaft an der Universität Lüttich und setzte seine Studien in Paris, Leipzig und Berlin fort. Wilhelm Arndt, Harry Breßlau und Gabriel Monod zählten zu seinen Lehrern. Er erhielt bereits im Alter von 24 Jahren die Professur für mittelalterliche Geschichte an der Universität Gent. Dieses Ordinariat bekleidete er, unterbrochen durch die Kriegszeit, bis zum Jahr 1930. Damals wurde die Universität niederländischsprachig, was Pirennes Bestreben einer zweisprachigen Universität Gent (wie bei der Universität Löwen) zuwiderlief. Er lebte dann in Uccle bei Brüssel. Verheiratet war er mit Jenny-Laure Vanderhaegen, mit der er vier Söhne hatte, von denen ihn nur sein Sohn Jacques überlebte.
Obwohl er durchaus ein Freund der deutschen Kultur war, lehnte er während des Ersten Weltkriegs jede Zusammenarbeit  mit den militärischen und zivilen Besatzungsbehörden konsequent ab. Im März 1916 wurde er deshalb im Deutschen Reich interniert, unter anderem im Internierungslager bei Holzminden. Durch humanitäre Interventionen auch auf diplomatischer Ebene wurden seine Internierungsbedingungen gemildert. So kam er auf Intervention deutscher Historiker mit dem Historiker Paul Fredericq zunächst in die Universitätsstadt Jena, wo er zu Alexander Cartellieri engeren Kontakt unterhielt. Von Januar 1917 bis zum Kriegsende wurde ihm nach kurzer Zeit in Jena Creuzburg an der Werra als Aufenthaltsort zugewiesen. Um Ablenkung vom Schmerz über die Trennung von seiner Familie und über den Tod seines neunzehnjährigen Sohnes Pierre zu finden, der als Kriegsfreiwilliger im November 1914 in der Schlacht an der Yser gefallen war, fasste er die wirtschaftshistorischen Vorlesungen zur Geschichte des europäischen Mittelalters zusammen, die er in Holzminden ohne Vorbereitung und ohne seine Bücher vor russischen Studenten gehalten hatte. Sein Sohn Jacques gab sie 1936 postum als Buch heraus.
Pirenne hatte vor dem Ersten Weltkrieg gute Kontakte zu deutschen Historikern und besuchte regelmäßig die Deutschen Historikertage. Das änderte sich nach dem Ersten Weltkrieg und er hinterfragte nationalistische Tendenzen in der deutschen Geschichtswissenschaft, die bis dahin für ihn und andere in Belgien als Vorbild gedient hatte. Besonders die nationalistische Haltung Lamprechts und sein Verhalten bei einem Besuch in Belgien 1915 ernüchterten Pirenne und andere belgische Historiker wie Fredericq. Seine Kritik an Deutschland äußerte er in mehreren Rektoratsreden (Ce que nous devons désapprendre de l’Allemagne, Gent 1922). Pirenne widerrief seine Mitgliedschaften in deutschen Akademien und gab seine deutschen Ehrendoktorate zurück. Er arbeitete nicht mehr an der Vierteljahrschrift für Sozial- und Wirtschaftsgeschichte mit, wegen der nationalistischen Einstellung ihres Herausgebers Georg von Below, sondern unterstützte die Gründung einer neuen Zeitschrift durch die damals noch wenig bekannten Lucien Febvre und Marc Bloch in Paris (die zunächst aus finanziellen Gründen scheiterte) und war so bei der Gründung der Annales-Schule wesentlich beteiligt.
Pirenne gilt als Vater einer Genter Historischen Schule, zu der seine Schüler François Louis Ganshof und Hans Van Werveke gehören. Bekannt wurde er durch die sogenannte Pirenne-These, wonach die kulturelle Einheit des Mittelmeerraums nicht durch die Völkerwanderung und die Invasion der germanischen Völker, sondern erst durch die Islamische Expansion zerstört worden sei. In seinem 1937 postum veröffentlichten Hauptwerk Mahomet et Charlemagne formulierte er ebendiese These.
In seiner monumentalen belgischen Geschichte vertrat er die These, dass die tiefere Ursache für die Eigenständigkeit Belgiens letztlich auf das in der Zeit der Karolinger bei der Aufteilung des Frankenreichs nach dem Vertrag von Verdun 843 geschaffene Mittelreich (Lotharingien) zurückgehe. Diese Sicht und eine zu einseitige Konzentration auf die Grafschaft Flandern und das Hochstift Lüttich ist später kritisiert worden.
1898 wurde er korrespondierendes und 1903 volles Mitglied der Académie royale des Sciences, des Lettres et des Beaux-Arts de Belgique, 1919 war er Präsident der Akademie. Die Königlich Niederländische Akademie der Wissenschaften nahm ihn 1904 als auswärtiges Mitglied auf. 1912 wurde er korrespondierendes Mitglied der Bayerischen Akademie der Wissenschaften, 1918 auswärtiges Mitglied der Académie des Inscriptions et Belles-Lettres und 1921 korrespondierendes Mitglied der British Academy. Er war auch Mitglied der Göttinger Akademie der Wissenschaften (1906–1919) und der Gesellschaft für Rheinische Geschichtskunde. 1909 wurde er Ehrendoktor in Leipzig und 1911 in Göttingen. 1922 wurde er in die American Academy of Arts and Sciences gewählt.
In der Widmung seines Buches Geschichte im Überblick (1986) bezeichnete der deutsche Historiker Imanuel Geiss Henri Pirenne als einen seiner „drei historischen Hausgötter“ (neben Alexis de Tocqueville und Franz Schnabel).

## Schriften
- Mahomet et Charlemagne, Paris/Brüssel 1937 (dt.: Geburt des Abendlandes. Untergang der Antike am Mittelmeer und Aufstieg des germanischen Mittelalters, Amsterdam 1939). Online.
- Histoire de l’Europe des invasions au XVIe siècle, Paris/Brüssel 1936 (dt.: Geschichte Europas. Von der Völkerwanderung bis zur Reformation, Berlin 1956).
- (mit Gustave Cohen und Henri Focillon) La civilisation occidentale au Moyen Âge du XIe au milieu du XVe siècle. Le mouvement économique et sociale. Paris 1933 (deutsch, übersetzt von Marcel Beck: Sozial- und Wirtschaftsgeschichte Europas im Mittelalter. Bern 1946; 6. Auflage Tübingen 1986).
- Les villes du moyen âge. Essai d’histoire économique et sociale. Brüssel 1927.
- Medieval Cities: Their Origins and the Revival of Trade. Princeton University Press, 1925.
- Souvenirs de Captivité en Allemagne (Mars 1916 – Novembre 1918). Librairie Maurice Lamertin, Collection du Flambeau, Brüssel 1920 (und Revue des Deux Mondes, 55, 1919/20, 539–560, 829–858).
- Histoire de Belgique, 7 Bände, Maurice Lamertin, Brüssel 1899–1932, Online.
  - Der erste Band erschien zuerst 1899 in Deutsch im Rahmen der Geschichte europäischer Staaten von Karl Lamprecht und kurz darauf in Französisch.